# Pantan Monastero
Pantan Monastero è una frazione di Roma Capitale (zona "O" 66), situata a cavallo di via di Casal Selce, sulle zone Z. XLV Castel di Guido sul lato ovest e Z. XLVIII Casalotti sul lato est, nel territorio del Municipio Roma XIII (ex Municipio Roma XVIII).
La zona prende nome dalla tenuta omonima, mentre la dorsale via di Casal Selce prende nome da un'antica cava di selce ivi presente.

## Storia
Le prime tracce di insediamenti umani nella zona attualmente occupata da Pantan Monastero risalgono alla fine dell'ultima Glaciazione, all'incirca 15.000 anni fa, con i ritrovamenti alla Torre di Pagliaccetto ed a Torrimpietra. Con l'ascesa di Roma la zona, come la vicina Casalotti, era inclusa nel vasto Agro Romano e veniva sfruttata per la legna nei boschi di bosso, lauro e quercia. Qui anticamente sono registrati i Fondi Gratinianus e Rosarius, il nome di quest’ultimo dovuto al ricordo della antica coltivazione delle rose nella regione.
La zona, praticamente disabitata, era lambita dall'antica via Cornelia che assicurava i collegamenti con l'area urbana. Dopo la caduta dell'Impero romano  tutta la zona venne abbandonata a causa delle scorribande dei barbari. All'abbandono contribuì anche la malaria che infestava tutte le aree dell'Agro Romano.
A partire dai primi anni del XX secolo la zona vede svilupparsi i primi insediamenti moderni. Negli anni ’20 da Treviso la “Cooperativa agricola ex combattenti Piave” trasferì dei coloni veneti nelle vallate ampie dell'Agro Romano ed avvia la bonifica delle aree malsane. Vengono create delle piccole borgate ma dopo la Seconda guerra mondiale la cooperativa, a causa di una cattiva amministrazione, viene dichiarata fallita ed i coloni devono acquistare di nuovo le terre.
In questo frangente viene deciso che ciascun acquirente doni "un metro di terra per edificare la Chiesa”, la quale si colloca tra le due zone allora abitate: il “monte dei bogui” (monte delle lumache, oggi via Casale delle Pantanelle) e “borgo furo” (da via della Riserva del Fontanile a via Quarto di S. Lucia). Intorno al 1931 viene costruita la scuola per fornire l’istruzione ai ragazzi che vi abitano. Negli anni 60 la popolazione cresce con l'arrivo di immigrati provenienti da altre parti d'Italia.
A partire da metà anni 90 la zona si sviluppa ulteriormente con un boom edilizio (proseguito anche negli anni 2000) che praticamente fa congiungere la zona con la vicina Casalotti e la rende un abitato meno agricolo e più residenziale.

## Architetture religiose

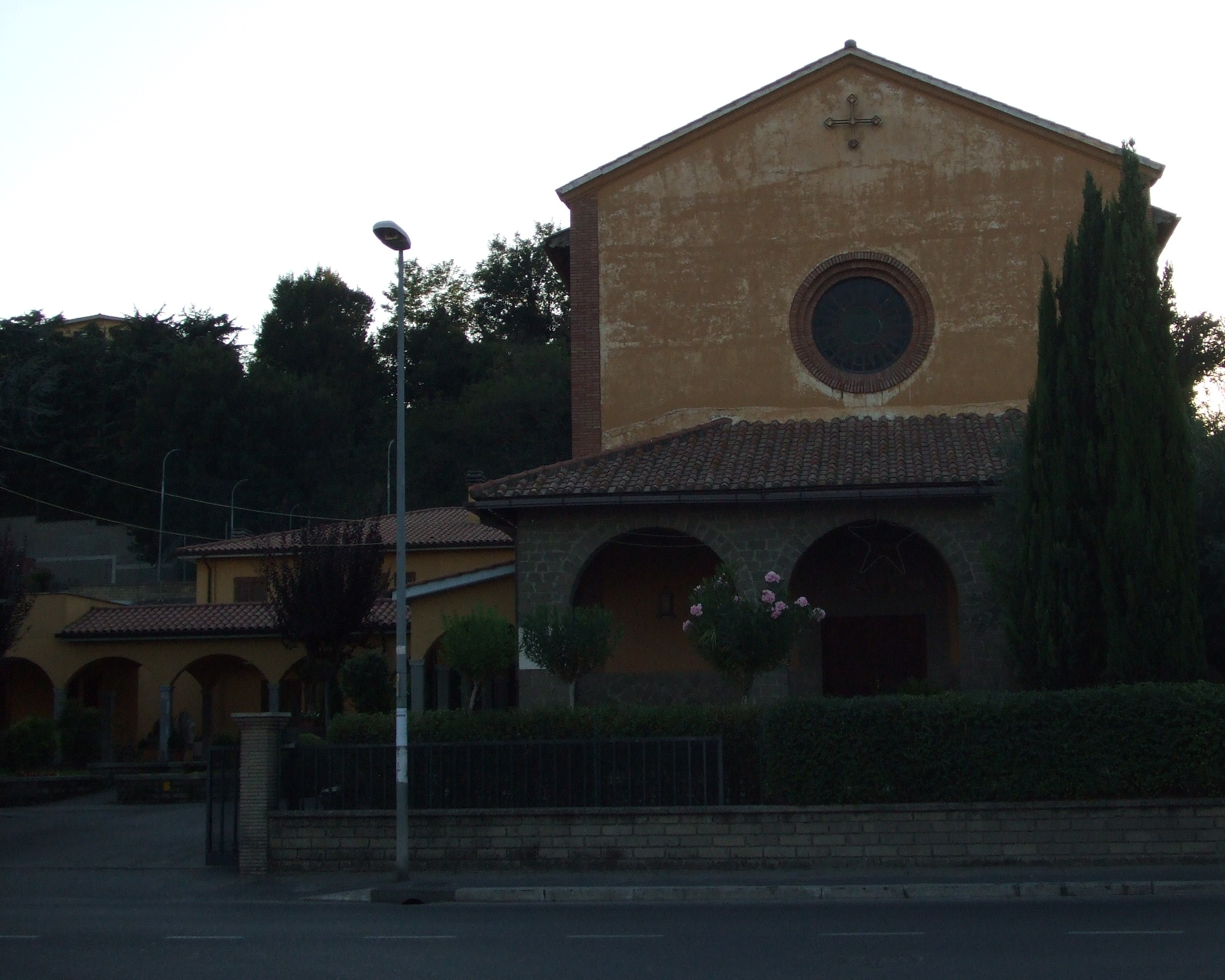
La chiesa dei Santi Marco evangelista e Pio X

- La chiesa dei Santi Marco evangelista e Pio XChiesa dei Santi Marco evangelista e Pio X, su via di Casal Selce. Chiesa del XX secolo. 41.909501°N 12.348817°E